# Initiative civique de Gora
L'Initiative civique de Gora (en serbe : Građanska Inicijativa Gore) est un parti politique du Kosovo. Il défend les intérêts de la communauté des Gorans.
Aux élections législatives 24 octobre 2004, l'Initiative civique de Gora a remporté 0,2 % des suffrages et 1 siège (sur 120) au Parlement du Kosovo. À l'élection présidentielle serbe de 2008, le parti a apporté son soutien au président sortant Boris Tadić dès le premier tour.